# 456
456 (CDLVI na numeração romana) foi um ano bissexto do século V do Calendário Juliano, da Era de Cristo. as suas letras dominicais foram A e G (52 semanas). Teve início a um domingo e terminou a uma segunda-feira.
| Ano completo                       |
| ---------------------------------- |
| Ano bissexto com início ao domingo |

## Eventos
- Teodorico II vence os Suevos nas margens do rio Órbigo, acontecimento que ficou conhecido como a Batalha de Órbigo.
- Inicio do reinado do Imperador Yūryaku (雄略天皇, Yūryaku-tennō)  21º Imperador do Japão, na lista tradicional de sucessão, nascido em 417 e morto em 479 [1].

## Mortes
- Requiário I, foi rei dos suevos na Galécia.